# Black Brasil
Black Brasil foi um programa exibido pela RedeTV! em 2002 apresentado pela Luisa Mell.
O programa tinha conteúdo dedicado ao público negro, ia ao ar toda sexta-feira entre o Leitura Dinâmica e o Noite Afora.